# Phare du fort de Bouc
Ne doit pas être confondu avec Fort de Bouc.
Le phare du fort de Bouc est aménagé sur la tour du fort de Bouc, situé sur l'îlot de Bouc, à l'entrée du canal de Caronte reliant la mer Méditerranée et l'étang de Berre, dans le département des Bouches-du-Rhône, dans le Sud de la France. Il est inscrit au titre de monument historique depuis 1930 et a été restauré récemment[Quand ?]. Il balise l'entrée du port pétrolier de Lavéra, dans le golfe de Fos-sur-Mer. 

## Histoire
En 1840, une tourelle cylindrique en maçonnerie est érigée sur la tour de Bouc, au sein du fort et un premier feu blanc fixe est allumé.
En 1889 avec le déclassement du fort, il ne reste plus que le gardien du phare comme habitant.
Le fort est remis au ministère de la Guerre le 1er juin 1932, avant d'être occupé par le service des Phares et Balises.
Le phare surplombant les flots de 32 mètres est électrifié en 1936.
De 1942 à 1944, les troupes allemandes d'occupation s'installent au sein du fort.
La tourelle cylindrique métallique, de couleur grise au début du XXIe siècle, constitue le support du phare qui a été automatisé en 1998.